# Bandera de Ampuero
La bandera de Ampuero es uno de los símbolos del ayuntamiento de Ampuero (Cantabria), junto a su escudo. Es de paño rectangular, de proporciones no indicadas, dividida horizontalmente en tres franjas de igual anchura, la superior amarilla, la central blanca y la inferior azul. En el centro geométrico del paño va el escudo municipal.